# Sava (region)
Sava – region Madagaskaru, ze stolicą w Sambava. Dawniej należał do Prowincji Antsiranana.

## Geografia
Zajmuje powierzchnię 25 518 km² i położony jest w północnej części wyspy, nad Oceanem Indyjskim. Od południa graniczy z regionem Analanjirofo, od południowego zachodu Sofia, a od zachodu z Diana. Do głównych rzek regionu należą od północy: Lokia, Manambato, Manambery, Fanambana, Bemarivo, Lokoho, Ankavanana, Ankavia, Onive i Vinaviao. Przez region przebiegają drogi RN 5A oraz RN 3B. Na terenie tym położone są parki narodowe: Masoloa, Marojejy oraz rezerwat Anajanaharibe-Sud.

## Demografia
Jego zaludnienie wynosiło w 1993 roku 594 091 osób. W 2004 wynosiło ok. 805 300. Według spisu z 2018 roku liczy 1 123 772 mieszkańców.

## Podział administracyjny
W skład regionu wchodzą 4 dystrykty:
- Andapa
- Antalaha
- Sambava
- Vohemar